# İsmet Sezgin
İsmet Abdullah Sezgin (ur. 6 stycznia 1928 w Aydınie, zm. 7 grudnia 2016 w Ankarze) – turecki polityk, deputowany, wicepremier, kilkukrotny minister, w 1995 przewodniczący Wielkiego Zgromadzenia Narodowego Turcji.

## Życiorys
W 1950 ukończył studia w wyższej szkole ekonomiczno-handlowej w Izmirze (İzmir Yüksek Ekonomi ve Ticaret Okulu), po czym pracował w sektorze bankowym. Był działaczem Partii Demokratycznej, w 1952 wszedł w skład jej zarządu w prowincji Denizli. W 1955 objął stanowisko burmistrza Aydınu, odszedł z niego w 1960 w wyniku puczu wojskowego w Turcji. Przez pewien czas aresztowany, brał następnie udział w powołaniu Partii Sprawiedliwości. W 1961 po raz pierwszy uzyskał mandat deputowanego do Wielkiego Zgromadzenia Narodowego Turcji. Odnawiał go w czterech kolejnych wyborach, zasiadając w parlamencie do 1980. W latach 1963–1985 był przewodniczącym tureckiego zrzeszenia gmin, od 1968 pełnił funkcję wiceprezesa swojego ugrupowania.
Od listopada 1969 do marca 1971 zajmował stanowisko ministra młodzieży i sportu w rządzie Süleymana Demirela. W jednym z jego kolejnych gabinetów od listopada 1979 do września 1980 sprawował urząd ministra finansów, odchodząc w wyniku zorganizowanego przez wojskowych zamachu stanu. Czasowo objęty zakazami sprawowania funkcji publicznych, powrócił do aktywności publicznej w 1987, dołączając do Partii Słusznej Drogi Süleymana Demirela. W 1991 i 1995 z jej ramienia ponownie wybierany na deputowanego. 
Od listopada 1991 do czerwca 1993 był ministrem spraw wewnętrznych. W 1993 ubiegał się o przywództwo w partii DYP, wycofał się jednak w drugiej turze wyborów. Od października do grudnia 1995 był przewodniczącym Wielkiego Zgromadzenia Narodowego Turcji. W trakcie ostatniej z kadencji opuścił Partię Słusznej Drogi, w 1997 został współzałożycielem nowego ugrupowania pod nazwą Demokrat Türkiye Partisi. Od czerwca 1997 do stycznia 1999 pełnił funkcje wicepremiera oraz ministra obrony narodowej w rządzie Mesuta Yılmaza. W latach 1999–2002 przewodniczył znajdującej się poza parlamentem DTP, rezygnując następnie z działalności politycznej.